# 阿卡狄奧斯柱

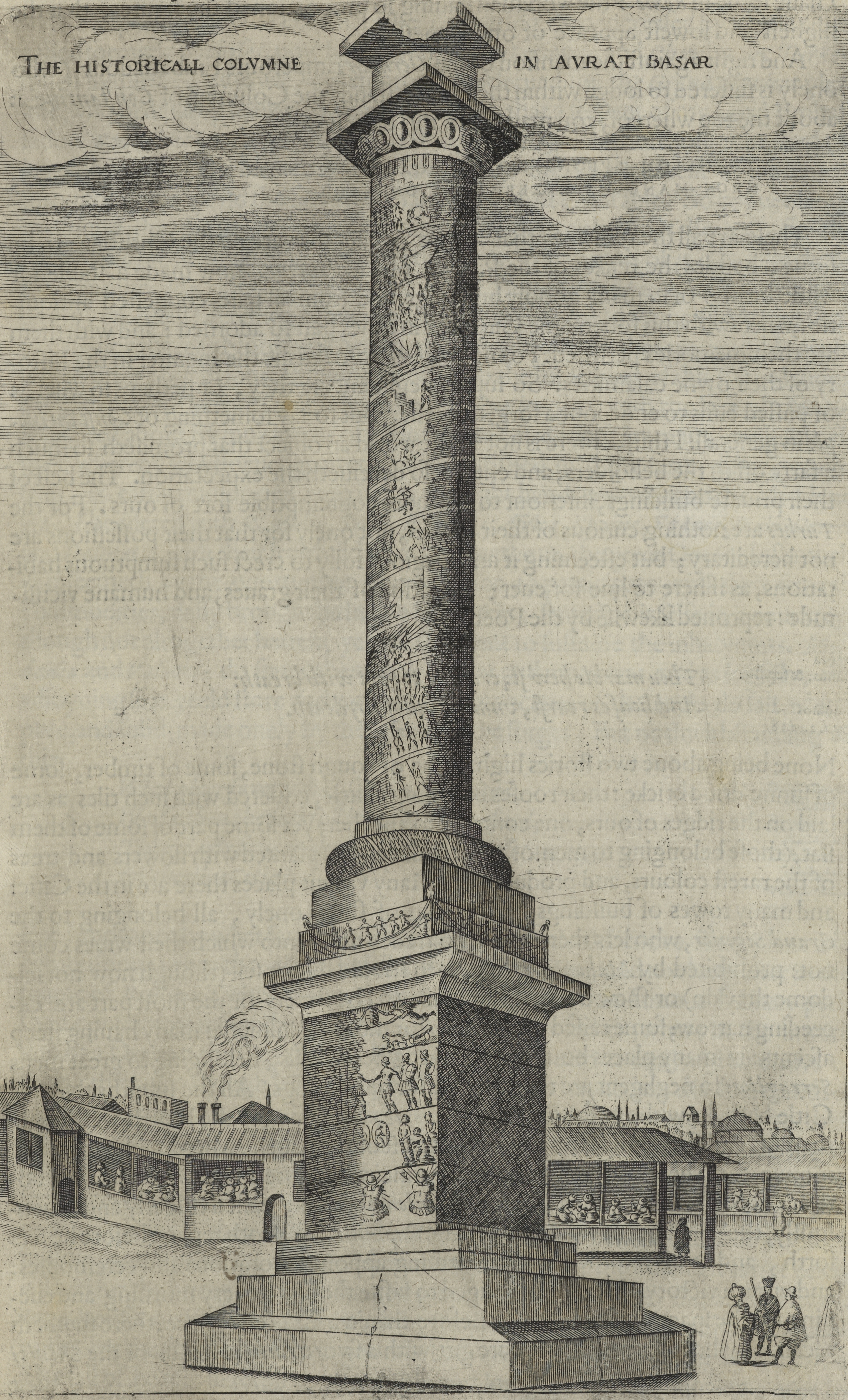
阿卡狄奧斯柱

阿卡狄奧斯柱是一根罗马凯旋柱，位于君士坦丁堡的阿卡狄奧斯广场，始建于401年，是为了纪念阿卡狄奧斯在400年战胜哥特人领袖盖纳斯。阿卡狄奧斯在408年去世，但是阿卡狄奧斯柱的装饰完成于421年，因此，雕塑是献给他的继任者狄奥多西二世。 
阿卡狄奧斯柱受到狄奥多西广场的狄奥多西柱（380年代）的强烈影响，遵循了图拉真柱和馬可奧里略圓柱的凯旋柱传统。它毁于16世纪或18世纪，因受地震破坏，威胁周围建筑，不得不被拆除，目前只有它的巨大的红色花岗岩基础存在，土耳其语称为Avret Tash。